# Миротворац (филм из 2005)
Миротворац (енгл. The Pacifier) америчка је породична филмска комедија из 2005. године. Режију потписује Адам Шанкман, по сценарију Томаса Ленона и Роберта Бена Гаранта, док главну улогу тумачи Вин Дизел.
Приказан је 4. марта 2005. године у Сједињеним Америчким Државама. Добио је углавном негативне рецензије критичара. Међутим, остварио је финансијски успех зарадивши скоро 200 милиона долара широм света.

## Радња
Специјалац Шејн Волф води акцију спасавања важног владиног научника Хауарда Пламера, али на крају не успева и Пламер бива убијен. Покушавајући да се искупи, Шејн се сложи да преузме бригу о петоро Пламерове деце у распону од тинејџера до бебе, док њихова мајка Џули са капетаном Фосетом одлази у Швајцарску, како би подигла кључ тајног скровишта који је њен супруг сакрио у једној банци.
Проблем је што је кључ скривен под непознатом шиформ, а нико не зна ни где је тајно склониште са драгоценим тајним садржајем. Чекајући да се Џули и капетан врате, Шејн се суочава с искушењима пред која га стављају млади Пламери. Уз то у њиховој школи упознаје бившу специјалку, а сад директорку школе, Клер Флечер, која му се одмах свиди.

## Улоге
| Глумац       | Улога         |
| ------------ | ------------- |
| Вин Дизел    | Шејн Вулф     |
| Лорен Грејам | Клер Флечер   |
| Британи Сноу | Зои Пламер    |
| Макс Тириот  | Сет Пламер    |
| Морган Јорк  | Лулу Пламер   |
| Киган Хувер  | Питер Пламер  |
| Логан Хувер  | Питер Пламер  |
| Бо Винк      | Тајлер Пламер |
| Лук Винк     | Тајлер Пламер |
| Фејт Форд    | Џули Пламер   |
| Крис Потер   | Вил Фосет     |
| Брет Гарет   | Двејн Мерни   |
| Керол Кејн   | Хелга Попеску |
| Тејт Донован | Хауард Пламер |